# بیل فریست

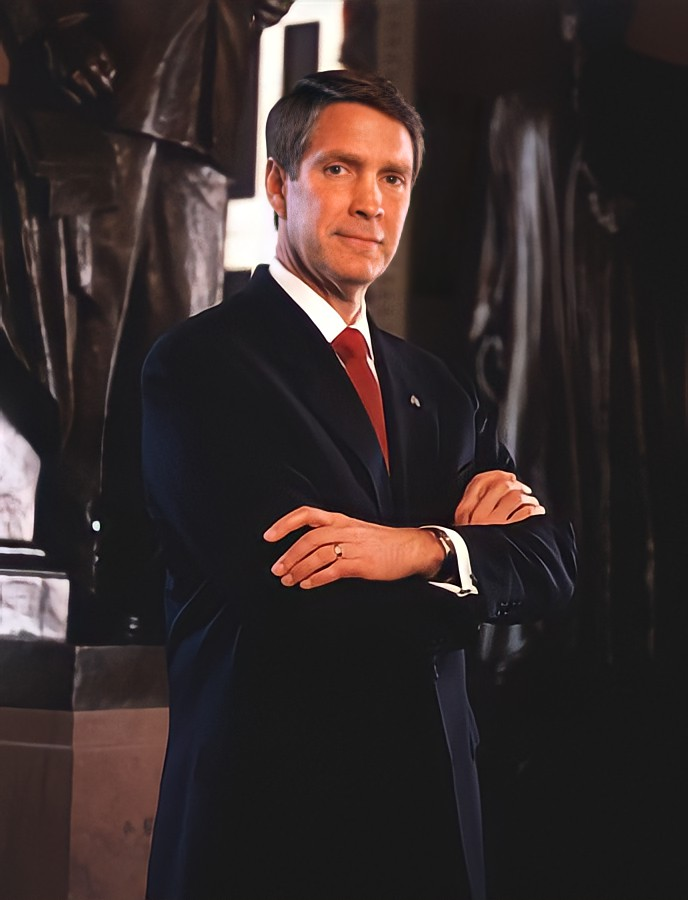
تصویر رسمی سناتور «بیل فریست»

بیل فریست (به انگلیسی: Bill Frist) سناتور سابق عضو حزب جمهوری‌خواه ایالات متحده آمریکا بود. وی در سال ۱۹۹۵ تا ۲۰۰۷ میلادی سناتور ایالت تنسی در سنای ایالات متحده آمریکا بود.